# Hydroglyphus infirmus
Hydroglyphus infirmus är en skalbaggsart som först beskrevs av Karl Henrik Boheman 1848.  Hydroglyphus infirmus ingår i släktet Hydroglyphus och familjen dykare. Inga underarter finns listade i Catalogue of Life.